# Falskt alibi
Falskt alibi är en amerikansk kriminalfilm från 1956 i regi av Fritz Lang. Filmen blev Langs sista i Hollywood. Han spelade därefter in några filmer i Europa innan han återvände till USA och pensionerade sig.

## Handling
Tidningsmannen Austin Spencer vill bevisa en tes om hur indiciedomar kan slå fel. Han övertalar sin dotters fästman Tom att genom viss planering bli misstänkt för ett begånget mord på en nattklubbsdansös. När Austin Spencer sedan avlider i en bilolycka förstörs också det material och fotografier som skulle använts för att rentvå honom.

## Rollista
- Dana Andrews - Tom Garrett
- Joan Fontaine - Susan Spencer
- Sidney Blackmer - Austin Spencer
- Arthur Franz - Bob Hale
- Philip Bourneuf - åklagare Roy Thompson
- Edward Binns - Kennedy
- Shepperd Strudwick - Jonathan Wilson
- Robin Raymond - Terry
- Barbara Nichols - Dolly Moore
- Dan Seymour - Greco